# 1997-es Formula–1 ausztrál nagydíj
Az ausztrál nagydíj volt az 1997-es Formula–1 világbajnokság nyitófutama, amelyet 1997. március 9-én rendeztek meg az ausztrál Melbourne Grand Prix Circuiten, Melbourne-ben.

## Időmérő edzés
|    | #  | Versenyző             | Csapat            | Köridő   | Különbség |
| -- | -- | --------------------- | ----------------- | -------- | --------- |
| 1  | 3  | Jacques Villeneuve    | Williams-Renault  | 1:29,369 |           |
| 2  | 4  | Heinz-Harald Frentzen | Williams-Renault  | 1:31,123 | +1,754    |
| 3  | 5  | Michael Schumacher    | Ferrari           | 1:31,472 | +2,103    |
| 4  | 10 | David Coulthard       | McLaren-Mercedes  | 1:31,531 | +2,162    |
| 5  | 6  | Eddie Irvine          | Ferrari           | 1:31,881 | +2,512    |
| 6  | 9  | Mika Häkkinen         | McLaren-Mercedes  | 1:31,971 | +2,602    |
| 7  | 16 | Johnny Herbert        | Sauber-Petronas   | 1:32,287 | +2,918    |
| 8  | 7  | Jean Alesi            | Benetton-Renault  | 1:32,593 | +3,224    |
| 9  | 14 | Olivier Panis         | Prost-Mugen-Honda | 1:32,842 | +3,473    |
| 10 | 8  | Gerhard Berger        | Benetton-Renault  | 1:32,870 | +3,501    |
| 11 | 22 | Rubens Barrichello    | Stewart-Ford      | 1:33,075 | +3,706    |
| 12 | 11 | Ralf Schumacher       | Jordan-Peugeot    | 1:33,130 | +3,761    |
| 13 | 17 | Nicola Larini         | Sauber-Petronas   | 1:33,327 | +3,958    |
| 14 | 12 | Giancarlo Fisichella  | Jordan-Peugeot    | 1:33,552 | +4,183    |
| 15 | 20 | Katajama Ukjó         | Minardi-Hart      | 1:33,798 | +4,429    |
| 16 | 15 | Nakanó Sindzsi        | Prost-Mugen-Honda | 1:33,989 | +4,620    |
| 17 | 21 | Jarno Trulli          | Minardi-Hart      | 1:34,120 | +4,751    |
| 18 | 19 | Mika Salo             | Tyrrell-Ford      | 1:34,229 | +4,860    |
| 19 | 23 | Jan Magnussen         | Stewart-Ford      | 1:34,623 | +5,254    |
| 20 | 1  | Damon Hill            | Arrows-Yamaha     | 1:34,806 | +5,437    |
| 21 | 18 | Jos Verstappen        | Tyrrell-Ford      | 1:34,943 | +5,574    |
| 22 | 2  | Pedro Diniz           | Arrows-Yamaha     | 1:35,972 | +6,603    |
| NK | 24 | Vincenzo Sospiri      | Lola-Ford         | 1:40,972 | +11,603   |
| NK | 25 | Ricardo Rosset        | Lola-Ford         | 1:42,086 | +12,717   |

## Futam
A szezonnyitó ausztrál nagydíjon Villeneuve és Frentzen indult az első sorból. Hill még a felvezető körön technikai hiba miatt kiesett. Irvine a rajt után az első kanyarban túl későn fékezett. Johnny Herbert és Villeneuve autójának ütközött. Frentzen a verseny végén fékhiba miatt a kavicságyba csúszott és kiesett. A futamot Coulthard nyerte Schumacher és Häkkinen előtt. Ez volt a McLaren első futamgyőzelme 1993 óta. A Lola egyik autójával sem kvalifikálnia magát a versenyre, több mint 10 másodperccel maradtak le a pole-pozíciós időtől. A brazil nagydíj előtt pénzhiány miatt visszalépett a csapat a további versenyektől.
| Helyezés | #  | Versenyző             | Csapat/Motor      | Futott körök | Idő/Kiesés oka  | Rajthely | Pontszám |
| -------- | -- | --------------------- | ----------------- | ------------ | --------------- | -------- | -------- |
| 1        | 10 | David Coulthard       | McLaren-Mercedes  | 58           | 1:30:28,718     | 4        | 10       |
| 2        | 5  | Michael Schumacher    | Ferrari           | 58           | +20,046         | 3        | 6        |
| 3        | 9  | Mika Häkkinen         | McLaren-Mercedes  | 58           | +22,177         | 6        | 4        |
| 4        | 8  | Gerhard Berger        | Benetton-Renault  | 58           | +22,841         | 10       | 3        |
| 5        | 14 | Olivier Panis         | Prost-Mugen-Honda | 58           | +1:00,308       | 9        | 2        |
| 6        | 17 | Nicola Larini         | Sauber-Petronas   | 58           | +1:36,040       | 13       | 1        |
| 7        | 15 | Nakanó Sindzsi        | Prost-Mugen-Honda | 56           | +2 kör          | 16       |          |
| 8        | 4  | Heinz-Harald Frentzen | Williams-Renault  | 55           | Fékek           | 2        |          |
| 9        | 14 | Jarno Trulli          | Minardi-Hart      | 55           | +3 kör          | 17       |          |
| 10       | 2  | Pedro Diniz           | Arrows-Yamaha     | 54           | +4 kör          | 22       |          |
| Kiesett  | 22 | Rubens Barrichello    | Stewart-Ford      | 49           | Motorhiba       | 11       |          |
| Kiesett  | 19 | Mika Salo             | Tyrrell-Ford      | 42           | Motorhiba       | 18       |          |
| Kiesett  | 23 | Jan Magnussen         | Stewart-Ford      | 36           | Felfüggesztés   | 19       |          |
| Kiesett  | 7  | Jean Alesi            | Benetton-Renault  | 34           | Üzemanyag       | 8        |          |
| Kiesett  | 20 | Katajama Ukjó         | Minardi-Hart      | 32           | Elektronika     | 15       |          |
| Kiesett  | 12 | Giancarlo Fisichella  | Jordan-Peugeot    | 14           | Kicsúszás       | 14       |          |
| Kiesett  | 18 | Jos Verstappen        | Tyrrell-Ford      | 2            | Kicsúszás       | 21       |          |
| Kiesett  | 11 | Ralf Schumacher       | Jordan-Peugeot    | 1            | Váltó           | 12       |          |
| Kiesett  | 3  | Jacques Villeneuve    | Williams-Renault  | 0            | Ütközés         | 1        |          |
| Kiesett  | 6  | Eddie Irvine          | Ferrari           | 0            | Ütközés         | 5        |          |
| Kiesett  | 16 | Johnny Herbert        | Sauber-Petronas   | 0            | Ütközés         | 7        |          |
| NI       | 1  | Damon Hill            | Arrows-Yamaha     | 0            | Gázadagoló      | 20       |          |
| NK       | 24 | Vincenzo Sospiri      | Lola-Ford         | -            | Nem kvalifikált | 23       |          |
| NK       | 25 | Ricardo Rosset        | Lola-Ford         | -            | Nem kvalifikált | 24       |          |

## A világbajnokság élmezőnyének állása a verseny után
| H  | Versenyzők         | Pont | H  | Konstruktőrök     | Pont |
| -- | ------------------ | ---- | -- | ----------------- | ---- |
| 1. | David Coulthard    | 10   | 1. | McLaren-Mercedes  | 14   |
| 2. | Michael Schumacher | 6    | 2. | Ferrari           | 6    |
| 3. | Mika Häkkinen      | 4    | 3. | Benetton-Renault  | 3    |
| 4. | Gerhard Berger     | 3    | 4. | Prost-Mugen-Honda | 2    |
| 5. | Olivier Panis      | 2    | 5. | Sauber-Petronas   | 1    |

## Statisztikák
Vezető helyen:
• Heinz-Harald Frentzen: 25 kör (1–18 és 34–40)
• David Coulthard: 33 kör (19–33 és 41–58)
David Coulthard 2. győzelme, Jacques Villeneuve 4. pole-pozíciója, Heinz-Harald Frentzen 1. leggyorsabb köre.
- McLaren 105. győzelme.

David Coulthard 12., Michael Schumacher 47., Mika Häkkinen 14. dobogós helyezése.
Ralf Schumacher és Jarno Trulli első versenye.